# معجم الطيور
كتاب معجم الطيور (بالكردية: فەرھەنگی باڵندە) هو أحد كتب القيمة في مجال عالم الطيور وتعريف لكل أنواع الطيور، ألفه الكاتب: احمد بحري بطريقة مميزة وشيقة، هذا الكتاب متكون في جزء واحد وعدد صقحته 244 صفحة.